# Barbus lujae
Barbus lujae är en fiskart som beskrevs av Boulenger, 1913. Barbus lujae ingår i släktet Barbus och familjen karpfiskar. IUCN kategoriserar arten globalt som otillräckligt studerad. Inga underarter finns listade.